# Satigny
Satigny es una comuna suiza del cantón de Ginebra, situada en la ribera derecha del Ródano. Limita al norte con las comunas de Thoiry (FRA-01), Saint-Genis-Pouilly (FRA-01), Prévessin-Moëns (FRA-01) y Meyrin, al este con Vernier y Bernex, al sur con Aire-la-Ville y Russin, y al oeste con Dardagny.
Durante la Reforma el castillo de Peney, fue refugio de católicos en 1534 hasta su toma y destrucción por los protestantes el 5 de febrero de 1536. La villa pasa a formar parte de la República de Ginebra, hasta su ocupación por Francia desde 1798 a finales de 1813. El Congreso de Viena la incluyó en Suiza.

## Transportes
Ferrocarril
Cuenta con una estación ferroviaria donde efectúan parada trenes regionales.